# Paraxelpa monstrosa
Paraxelpa monstrosa is een rechtvleugelig insect uit de familie doornsprinkhanen (Tetrigidae). De wetenschappelijke naam van deze soort is voor het eerst geldig gepubliceerd in 1932 door Sjöstedt.